# Nea Salamis Famagusta
L'Athlītiko Sōmateio Nea Salamis Ammochōstou (in greco: Αθλητικό Σωματείο Νέα Σαλαμίς Αμμοχώστου), noto più semplicemente come Nea Salamis Famagusta, è una società sportiva cipriota. Aveva sede presso la città di Famagosta, tuttavia si è dovuta trasferire a Larnaca (nella parte greca dell'isola) a seguito della invasione turca di Cipro del 1974. La società ha anche la denominazione di Salamina, l'antica città cipriota, che è localizzata nei pressi della moderna Famagosta. Attualmente la società dispone di due sezioni maschili: Calcio e Pallavolo. In precedenza era attiva anche una sezione di calcio Femminile, oltre ad occuparsi di atletica leggera, sport acquatici e tennistavolo.
La società venne fondata il 7 marzo 1948 al fine di temperare i conflitti politici dell'epoca. Le altre società atletiche di Famagosta, la GSE (Evagoras Gymnastic Association, in greco Γυμναστικός Σύλλογος Ευαγόρας) e l'Anorthōsī Ammochōstou decisero limitazioni relativamente ad atleti con idee politiche di sinistra. Nel maggio del 1948 gli atleti della Nea Salamina rifiutarono di firmare una dichiarazione di “coscienza nazionale”: in conseguenza di ciò, la Hellenic Amateur Athletic Association (SEGAS) non permise agli atleti del Nea Salamina di entrare nel GSE Stadium. Assieme ad altre neonate società cipriote fondate sugli stessi principi, Nea Salmina contribuì a fondare la Cyprus Amateur Football Federation (CAFF), la quale cominciò ad organizzare campionati e tornei in costanza della Federazione calcistica di Cipro. Alla fine le due federazioni si fusero nel 1953 e Nea Salamina divenne membro della CFA. Dall'invasione turca della parte settentrionale di Cipro del 1974, Nea Salamina è un team “rifugiato” ed ha posto la sua base provvisoria a Larnaca, città nella quale ha tuttora la sede.
La squadra calcistica maschile di Nea Salamina Famagosta è la sezione più antica della società, fondata nel 1948. I suoi massimi momenti di gloria risalgono alle vittorie della Coppa di Cipro e della Supercoppa di Cipro nel 1990. Le gare interne della squadra calcistica attualmente si svolgono nell'Ammochostos Stadium di Larnaka. Dal 2006 al 2010 la società ha avuto anche una sezione di Calcio Femminile.
La squadra di pallavolo della società è una delle più importanti di Cipro. La sezione Pallavolo ha organizzato importanti tornei, con grande partecipazione di altre società, sin dal 1954 fino al 1975 a Famagosta, e successivamente ha deciso di mettere in piedi una sezione di Pallavolo a Limassol. La squadra di pallavolo ha vinto 9 titoli del Campionato Cipriota di pallavolo, 7 coppe e 8 supercoppe, registrando 6 vittorie consecutive di campionato e supercoppa dal 1998 al 2003. Il campo di pallavolo è a Limassol, nell'arena Spyros Kyprianou Athletic Center. Dal 1998 la società ha allestito anche una sezione di Pallavolo Femminile.

## Simboli e colori sociali
Il simbolo di Nea Salamina era la fiamma olimpica, completata con l'introduzione del colore rosso dei cinque cerchi olimpici. I colori originari della società furono il giallo e il cremisi. Gli atleti del Nea Salamina indossarono questi colori nei primi due anni di vita della società. Successivamente, a partire dal 1950 vennero adottati i colori rosso e bianco, che rappresentano rispettivamente la forza e la pace. Le maglie a strisce verticali bianco-rosse furono adottate ad immagine di quelle dell'Olympiacos.

## Palmarès

### Calcio
Maschi
- Coppa di Cipro: 1

1989-1990
- Supercoppa di Cipro: 1

1990
- Seconda Divisione cipriota: 1

1954-1955, 1979-1980, 2001-2002, 2003-2004
Donne
- Supercoppa di Cipro (1)
  - 2007

### Pallavolo
Maschi
- 9 campionati ciprioti: 1990, 1991, 1998, 1999, 2000, 2001, 2002, 2003, 2013
- 8 Coppe di Cipro: 1983, 1990, 1992, 2000, 2001, 2002, 2003, 2011
- 8 Supercoppe di Cipro: 1998, 1999, 2000, 2001, 2002, 2003, 2011, 2013

U19
- Campionati:
  - Vincitore (9): 1994/95, 1998/99, 2004/05, 2005/06, 2006/07, 2007/08, 2010/11, 2011/12, 2012/13
- Coppa:
  - Vincitore (6): 1996/97, 1998/99, 2005/06, 2006/07, 2007/08, 2009/10

U17
- Campionati:
  - Vincitore (8): 1991/92, 2002/03, 2004/05, 2006/07, 2009/10, 2011/12, 2012/13, 2016/17

U15
- Campionati:
  - Vincitore (7): 1991/92, 2002/03, 2005/06, 2006/07, 2011/12, 2013/14, 2016/17